# Aphodiopsis subopacus
Aphodiopsis subopacus är en skalbaggsart som beskrevs av Rudolph Petrovitz 1964. Aphodiopsis subopacus ingår i släktet Aphodiopsis och familjen Aphodiidae. Inga underarter finns listade i Catalogue of Life.